# Космологічний горизонт
Космологічний горизонт — це міра відстані, з якої можна отримати інформацію. Це спостережуване обмеження зумовлене різними властивостями загальної теорії відносності, Всесвіту, що розширюється, і фізики космології Великого вибуху. Космологічні горизонти задають розмір і масштаб видимого Всесвіту. У цій статті пояснюється кілька таких горизонтів.

## Горизонт частинок
Див. також Горизонт частинок
Горизонт частинок (також званий космологічним горизонтом, супутнім горизонтом (у тексті Скотта Додельсона) або космічним світловим горизонтом) — це максимальна відстань, з якої світло від частинок могло потрапити до спостерігача в епоху Всесвіту. Подібно до концепції земного горизонту, він являє собою межу між спостережуваними та неспостережуваними областями Всесвіту.

## Радіус Габбла
Див. також Радіус Габбла
Радіус Габбла, сфера Габбла (не плутати з бульбашкою Габбла), об'єм Габбла або горизонт Габбла — концептуальний горизонт, що визначає межу між частинками, які рухаються повільніше та швидше за швидкість світла відносно спостерігача в певний момент часу. Зауважте, що це не означає, що частинку не можна спостерігати; світло з минулого досягає і деякий час продовжуватиме досягати спостерігача. Також, що більш важливо, у поточних моделях розширення світло, випромінюване радіусом Габбла, досягне нас за кінцевий проміжок часу.

## Горизонт подій
Див. також Горизонт подій
Горизонт подій (англ. event horizon) — уявна гіперповерхня в просторі-часі, яка відділяє ті точки простору-часу, звідки світло може потрапити до спостерігача, від тих, звідки світло потрапити до спостерігача не може.
Горизонт подій виникає навколо чорних дір, для яких друга космічна швидкість перевищує швидкість світла.

## Горизонт майбутнього
У Всесвіті, що прискорюється, є події, які будуть недоступні для спостереження, оскільки сигнали від майбутніх подій перетворюються на червоне зміщення до будь-якої довжини хвилі в просторі де Сіттера, що експоненціально розширюється. Це встановлює обмеження на найвіддаленішу відстань, яку ми можемо побачити, виміряну в одиницях відповідної відстані сьогодні. Або, точніше, є події, які просторово розділені для певної системи відліку, що відбуваються одночасно з подією, що відбувається прямо зараз, про яку до нас ніколи не доходить сигнал, навіть якщо ми можемо спостерігати події, які відбулися в тому самому місці в просторі, що відбулося в далекому минулому.

## Інтернет-ресурси
- Klauber, Robert D. (9 жовтня 2018). Horizons in Cosmology (PDF).